# Monsta X
Monsta X (en hangul, 몬스타엑스; estilizado como MONSTA X) es una boy band surcoreana formada por la agencia Starship Entertainment en 2015 a través del programa No.Mercy. El grupo actualmente está compuesto por seis integrantes: Shownu, Minhyuk, Kihyun, Hyungwon, Joohoney e I.M. Originalmente siendo un grupo de siete miembros, Wonho abandonó el grupo en octubre de 2019 debido a múltiples controversias relacionadas con acusaciones falsas sobre su vida personal. Monsta X debutó el 14 de mayo de 2015 con el lanzamiento del EP Trespass. En marzo de 2017, el grupo publicó su primer álbum de estudio y el final de la serie «The Clan», The Clan Pt.2.5: The Final Chapter, el cual consiste de dos miniálbumes, The Clan Pt.1: Lost y The Clan Pt.2: Guilty, ambos lanzados en 2016. En mayo de 2017, el grupo firmó con el sello discográfico Mercury Records y debutó en Japón con el sencillo «Hero».

## Historia

### 2014-16: Debut y primer concierto
El grupo fue formado mediante el programa NO.Mercy de Mnet, que fue transmitido desde diciembre de 2014 a febrero de 2015. Con el grupo ya formado, Starship Entertainment anunció que Monsta X lanzaría su primer miniálbum, Trespass, en mayo de 2015. En junio, fue anunciado que el grupo realizaría una presentación en la KCON en Los Ángeles. En septiembre, Monsta X lanzó Rush, su segundo EP. Después de la publicación del videoclip para «Hero», Rush se ubicó en el primer puesto de Hanteo Chart. En el mismo mes, el grupo reveló que el nombre de su club de fanes sería «Monbebe», siendo «mon» una palabra en francés que significa «mi» en español, dando a entender que los fanes son «sus bebés». La lista Gaon Album Chart reveló que Monsta X se ubicó en el vigesimoquinto puesto como los artistas que más vendieron en 2015 y en el decimoctavo lugar en los artistas masculinos. Trespass y Rush fueron los álbumes más vendidos de 2015 en Corea del Sur. Obtuvieron los premios como «Mejor debutante» en los International K-Music Awards, «Estrella en ascenso» en Daum Official Fancafe Awards, «Nuevo rostro» en Zeni Star Awards y «Mejor grupo en acenso» en Simply Kpop.[cita requerida]
En mayo de 2016, Monsta X lanzó su tercer EP, The Clan Part. 1 Lost. El EP se ubicó en el tercer lugar de Gaon Album Chart, también lideró la categoría de K-pop en iTunes de Estados Unidos y Japón, demostrando su creciente popularidad.[cita requerida] En julio, Monsta X celebró su primer concierto en Blue Square Samsung Card Hall en Seúl. El concierto titulado The First Live: X-Clan Origins, vendió todas las entradas en cinco minutos, con más de cuatro mil fanes que asistieron al evento. En agosto, Monsta X se unió a Exy, Cheng Xiao, Seola, Soobin, Eunseo, Yeoreum y Dayoung, integrantes del grupo Cosmic Girls, para la creación de YTeen, un grupo para promover el servicio telefónico de KT. En el mes de octubre, se lanzó, The Clan Part. 2 Guilty, el cuarto EP del grupo. El EP se ubicó en el tercer y segundo lugar de Billboard's World Albums y Gaon Albums Chart, respectivamente. En noviembre, Monsta X inició una serie de fanmeetings en Manila y Filipinas, donde reunió a más de mil fanes.

### 2017:Beautiful, debut japonés y gira mundial
En 2017, Monsta X comenzó el año recibiendo el premio «Global V Live Top 10» de V Live. Los diez mejores artistas seleccionados para recibir el premio tienen como base las visitas, me gustas y comentarios en la plataforma. Días después, el grupo viajó a Tokio para realizar su primer showcase en el país. A comienzos de febrero el grupo fue anunciado como uno de los artistas elegidos para la primera edición de la KCON en México.
En febrero el grupo lanzó su primer álbum de estudio, The Clan Part. 2.5 Beautiful, finalizando así su trilogía The Clan. El disco obtuvo buenos puestos en listas musicales coreanas, fue uno de los álbumes más vendidos según Hanteo Chart y Synnara y se ubicó en el trigésimo octavo lugar de Oricon Albums Chart de Japón. El sencillo «Beautiful» se ubicó en el primer puesto de la categoría de K-pop en iTunes de Estados Unidos. En junio, Monsta X anunció que lanzaría la reedición de The Clan Part 2.5 Beautiful, con dos canciones inéditas bajo el título de Shine Forever.
Después del éxito de su primer álbum, Monsta X anunció que lanzaría su primer sencillo en CD en Japón con la versión japonesa de las canciones «Hero» y «Stuck». El grupo sería manejado por Mercury Tokyo, una subsidiaria creada exclusivamente por Universal Music Japan para controlar la agenda del grupo en el país.
Monsta X reveló en abril que iba a realizar su primera gira mundial titulada The First World Tour: Beautiful. El grupo se presentó en Seúl, Hong Kong, Estados Unidos, Tailandia, Francia, Alemania, Rusia, México, Chile y Argentina. Todas las entradas para los conciertos en Seúl se vendieron en un minuto.

## Miembros
| Nombre artístico | Nombre artístico | Nombre de nacimiento | Nombre de nacimiento | Fecha de nacimiento               | Lugar de nacimiento                          |
| Romanización     | Hangul           | Romanización         | Hangul/Hanja         | Fecha de nacimiento               | Lugar de nacimiento                          |
| ---------------- | ---------------- | -------------------- | -------------------- | --------------------------------- | -------------------------------------------- |
| Shownu           | 셔누             | Son Hyun-woo         | 손현우               | 18 de junio de 1992 (33 años)     | Seúl, Corea del Sur                          |
| Minhyuk          | 민혁             | Lee Min-hyuk         | 이민혁               | 3 de noviembre de 1993 (31 años)  | Gwangju, Corea del Sur                       |
| Kihyun           | 기현             | Yoo Ki-hyun          | 유기현               | 22 de noviembre de 1993 (31 años) | Goyang, provincia de Gyeonggi, Corea del Sur |
| Hyungwon         | 형원             | Chae Hyung-won       | 채형원               | 15 de enero de 1994 (31 años)     | Gwangju, Corea del Sur                       |
| Joohoney         | 주헌             | Lee Jooheon          | 이주헌               | 6 de octubre de 1994 (30 años)    | Daegu, Corea del Sur                         |
| I.M              | 아이엠           | Im Chang-kyun        | 임창균               | 26 de enero de 1996 (29 años)     | Gwangju, Corea del Sur                       |
| Exintegrante     |                  |                      |                      |                                   |                                              |
| Nombre artístico | Nombre artístico | Nombre de nacimiento | Nombre de nacimiento | Fecha de nacimiento               | Lugar de nacimiento                          |
| Romanización     | Hangul           | Romanización         | Hangul/Hanja         | Fecha de nacimiento               | Lugar de nacimiento                          |
| Wonho            | 원호             | Lee Ho Seok          | 이호석               | 1 de marzo de 1993 (32 años)      | Anyang, Corea del Sur                        |

## Discografía
| Álbumes de estudio - The Clan Pt. 2,5: Beautiful (2017) - Piece (2018) - Take.1 Are You There? (2018) - Take.2 We Are Here (2019) - Phenomenon (2019) - All About Luv (2020) - Fatal Love (2020) - Flavors of Love (2021) - The Dreaming (2021) Álbumes regrabados - Now Project Vol.1 (2025) | Miniálbumes - Trespass (2015) - Rush (2015) - The Clan Pt. 1: Lost (2016) - The Clan Pt. 2: Guilty (2016) - The Code (2017) - The Connect: Dejavu (2018) - Follow: Find You (2019) - Fantasia X (2020) - One of a Kind (2021) - No Limit (2021) - Shape of Love (2022) - Reason (2023) - The X (2025) |

## Filmografía

### Dramas
| Año  | Network       | Series             | Miembro(s) | Puesto       |
| ---- | ------------- | ------------------ | ---------- | ------------ |
| 2015 | KBS2          | The Producers      | Todos      | Ellos mismos |
| 2015 | NAVER TV Cast | High-End Crush     | Todos      | Ellos mismos |
| 2016 | iQiyi         | Goodnight, Teacher | Todos      | Ellos mismos |
| 2017 | KBS2          | Please Find Her    | Hyungwon   | Ik-Soo       |
| 2021 | Kakao Tv Viki | Fly Again          | Hyungwon   | Han Yo-Han   |

Animación
| Año  | Network         | Serie         | Miembro(s) | Puesto       |
| 2019 | Cartoon Network | We Bare Bears | Todos      | Ellos mismos |

### Programas de televisión
| Año         | Canal                              | Programa                | Integrantes | Episodios    | Notas |
| ----------- | ---------------------------------- | ----------------------- | ----------- | ------------ | --- |
| 2014 - 2015 | Mnet                               | No.Mercy                | Todos       | 10 Episodios | Concurso de canto (diciembre–febrero) |
| 2014 - 2015 | 1theK YouTube Channel              | Deokspatch              | Todos       | 10 Episodios | - Todos los participantes de No.Mercy (diciembre–febrero) - Los ganadores de No.Mercy para debutar como MONSTA X salen en el último episodio. |
| 2015        | 1theK YouTube Channel              | DeokspatchX             | Todos       | 7 Episodios  | |
| 2015        | 1theK YouTube Channel              | DeokspatchX²            | Todos       | 8 Episodios  | Segunda parte de DeokspatchX |
| 2016        | 1theK YouTube Channel              | Right Now!              | Todos       | 6 Episodios  | |
| 2016        | 1theK YouTube Channel              | Deokspatch Time Capsule | Todos       | 2 Episodios  | |
| 2016        | StarshipTV YouTube Channel / V App | CH.MX                   | Todos       | Ongoing      | |
| 2016        | MBig TV / V App                    | Celebrity Bromanc       | Jooheon     | 6 Episodios  | Aparición de Jackson Got7 |
| 2017        | JTBC2 / V App                      | Monsta X-Ray            | Todos       | 6 Episodios  | Primera temporada de Monsta X- Ray |
| 2017        | V App                              | No Exit Broadcast       | Todos       | Ongoing      | |
| 2017        | JTBC2 / V App                      | Monsta X-Ray 2          | Todos       | 8            | Segunda temporada de Monsta X-Ray |
| 2018        | JTBC2 / V App                      | Monsta X-Ray 3          | Todos       | 8            | Tercera temporada de Monsta X-Ray |

## Giras Musicales
- The First Live "X-Clan Origins" (2016-2017)
- The First World Tour: Beautiful (2017)
- Monsta X Japan Live Tour (2018)
- Monsta X World Tour: The Connect (2018)
- Monsta X World Tour: We Are Here (2019)
- No Limit Tour (2022)

Conciertos
- Monsta X First Concert in Seoul (2015)
- Live From Seoul With Luv (2020)
- MX Agent (2022)
- Connect X (2025)